# 아프가니스탄 여성혁명협회

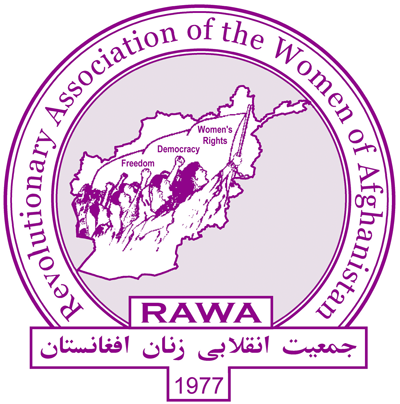

아프가니스탄 여성혁명협회(다리어: جمعیت انقلابی زنان افغانستان, 파슈토어: د افغانستان د ښڅو انقلابی جمعیت, 영어: Revolutionary Association of the Women of Afghanistan; RAWA)는 아프가니스탄의 여성단체다. 여성의 권리 및 세속민주주의를 옹호한다. 1977년 아프간의 학생운동가 메나 켄슈와르 카말이 설립했다. RAWA는 처음에는 카불에 본부를 두었으나, 1980년대 초 파키스탄으로 망명했다. 설립자 카말은 1987년 암살당했다. 1977년 이래로 RAWA는 아프가니스탄의 모든 정부(민주공화국, 이슬람국, 이슬람 토후국, 이슬람 공화국)을 인정하지 않고 있다.